# 阿尕尔森镇
阿尕爾森鎮，是中华人民共和国新疆维吾尔自治区伊犁哈萨克自治州巩留县下辖的一个乡镇级行政单位。
2013年，新疆维吾尔自治区人民政府批复同意撤销阿尕尔森乡建制，设立阿尕尔森镇。

## 行政区划
阿尕尔森镇下辖以下地区：
阿尕尔森村、别斯沙拉村、阔斯阿尕什村、达尔特村、萨尔乌泽克村、头道湾村、二道湾村、塔依吐罕村和阿克塔木村。